# Língua piapoco
Piapoco é uma língua aruaque falada por cerca de 6400 pessoas na Colômbia e Venezuela, sendo semelhante à língua achagua.

## História
O piapoco é de um ramo das línguas aruaques, que também inclui os idiomas achagua e tariana, sendo considerada Aruaque setentrional. Existem apenas cerca de 3 mil falantes do Piapoco hoje. Essas pessoas vivem ás margens dos rios Meta, Vichada e Guanviare, na Colômbia. Há falantes de também na Venezuela. Trata-se de uma língua considerada em perigo de extinção

## Geografia
Os Piapocos vêm da tribo maior, os Piaroa, indígenas da floresta amazônica.. O povo Piapoco vivia originalmente no meio do Rio Guaviare, mais tarde se mudando no século XVIII para evitar colonos, missionários e outros.

## Fonologia
Os fonemas do piapoco são:
- consoantes (14): p, t, ts [͡ts ~ ͡tʃ], k, b, d, s [θ], h, m, n, ɺ, ɾ, w, j
- vogais (6): i, e, a, ɔ, ʊ, V́

## Gramática
Um dicionário Piapoco-Espanhol contendo 2.500 palavras foi escrito por Deloris Klumpp, no qual a identificação botânica das plantas foi capturada, embora não seja completa. A linguagem Piapoco segue as seguintes regras gramaticais: sufixo plural -nai usado apenas para seres animados, sufixos derivacionais masculinos -iri, femininos -tua, sufixo -mi ‘late, defunto,’ nominalizante -si, modo declarativo -ka. Piapoco é única na medida em que parece ser uma linguagem nominativo-acusativa. Há dezoito fonemas segmentares, quatorze consoantes e quatro vogais na língua piapoco.

## Bilingualismo
A palavra Piapoco é um apelido espanhol em referência ao tucano. A maioria dos Piapocos também fala espanhol. Falantes que tiveram menos contato com falantes de espanhol mais frequentemente pronunciam o fonema “s” como uma fricativa interdental surda. Os falantes mais jovens da língua Piapoco tendem a eliminar o “h” mais do que os falantes mais antigos, devido ao seu contato com o idioma espanhol.
Quando uma grande parte das pessoas entra em contato com outra língua e é competente nela, sua linguagem gradualmente se torna mais parecida com a outra.

## Amostra de texto
23. Jesús ipáchiaca yèepunícawa macái Galilea yàasu cáli íinatabàa. Macái yàcalé irìcu nacái yéewáida yèepunícawa judíonái yéewáidacàalu irìcu. Yá icàlidaca nalí yái tàacáisi cayábéerica náalíacaténáwa càinácaalí iyú Dios icùaca yàasu wenàiwicawa. Yúucaca náicha nacái macái uláicái íiwitáaná.
24. Macái Siria yàasu cáli néeséeyéi néemìaca Jesús iináwaná, yá natéca néenánáiwa Jesús yàatalé, macái yùuwichèeyéicawa uláicái iyú, cáiwíiri iyú nacái. Natéca nacái wenàiwica demonio idacuèyéica íiwitáise, naté nacái áibanái idènièyéica tèwacáimi nacái, máapinéeyéi nacái. Yá Jesús ichùnìaca nía macáita.

Português

23. E percorria Jesus toda a Galiléia, ensinando nas sinagogas, pregando o evangelho do reino e curando toda sorte de enfermidades e enfermidades entre o povo.
24 E a sua fama percorreu toda a Síria; e trouxeram-lhe todos os doentes que foram apanhados com diversas doenças e tormentos, e os que possuíam demônios, e os que eram lunáticos e os que tinham paralisia; e ele os curou.
(Mateus 4, 23-24)
Isto permite uma convergência gradual, onde a gramática e a semântica de uma língua começam a replicar a outra.